# Ервін Енгельбрехт
Ервін Енгельбрехт (нім. Erwin Engelbrecht; 12 листопада 1891 — 8 квітня 1964, Мюнхен) — німецький воєначальник, генерал артилерії вермахту. Кавалер Лицарського хреста Залізного хреста.

## Біографія
5 лютого 1910 року вступив в 2-й нижньосілезький польовий артилерійський полк №41 Прусської армії. З 31 липня 1914 року — ординарець в штабі свого полку. З 14 листопада 1914 року — ад'ютант 1-го батальйону, з 1 квітня 1916 року — командир 3-ї батареї свого полку. 19 лютого 1917 року переведений в 3-й польовий артилерійський полк. З 25 лютого 1917 року — ад'ютант артилерійського командира 102, одночасно з 17 грудня 1917 по 16 січня 1918 року — командир роти 53-го піхотного полку, з 17 січня по 4 лютого 1918 року — 2-й офіцер (квартирмейстер) Генштабу 14-ї резервної дивізії, 7-21 березня 1918 року служив при головнокомандуванні 8-го резервного корпусу, 21-25 березня 1918 року — офіцер зв'язку при 47-й резервній дивізії. З 11 серпня 1918 року — знову 2-й офіцер Генштабу 14-ї резервної дивізії.
20 грудня 1918 року призначений в 2-й нижньосілезький польовий артилерійський полк №41. З 30 січня 1919 року — ад'ютант 9-го польового артилерійського полку, з березня 1919 року — артилерійського командира 29. 16 травня 1920 року призначений у 8-й (прусський) кінний полк і відряджений в 6-те командне управління. 1 січня 1921 року завершив службу в управлінні і розпочав у 8-му кінному полку. З 1 травня 1922 року — ад'ютант свого полку. З 1 жовтня 1923 по 1 жовтня 1924 року вивчав політологію в Берлінському університеті, після чого був призначений в штаб 1-ї кавалерійської дивізії. 1 лютого 1928 року призначений в 9-й кінний полк, з 1 березня 1928 року — командир 3-го ескадрону. З 3 квітня по 3 травня 1930 року пройшов стрілецький курс з важкого піхотного озброєння в Деберіці. 1 жовтня 1930 року перевдеений в штаб 1-ї дивізії, 1 жовтня 1931 року — в 6-й кінний полк, 1 травня 1933 року — назад в штаб 1-ї дивізії. З 1 січня 1935 року — консультант Імперського військового міністерства. З 1 травня 1937 року — командир 11-го, з 10 листопада 1938 року — 30-го службового управління сухопутних військ.

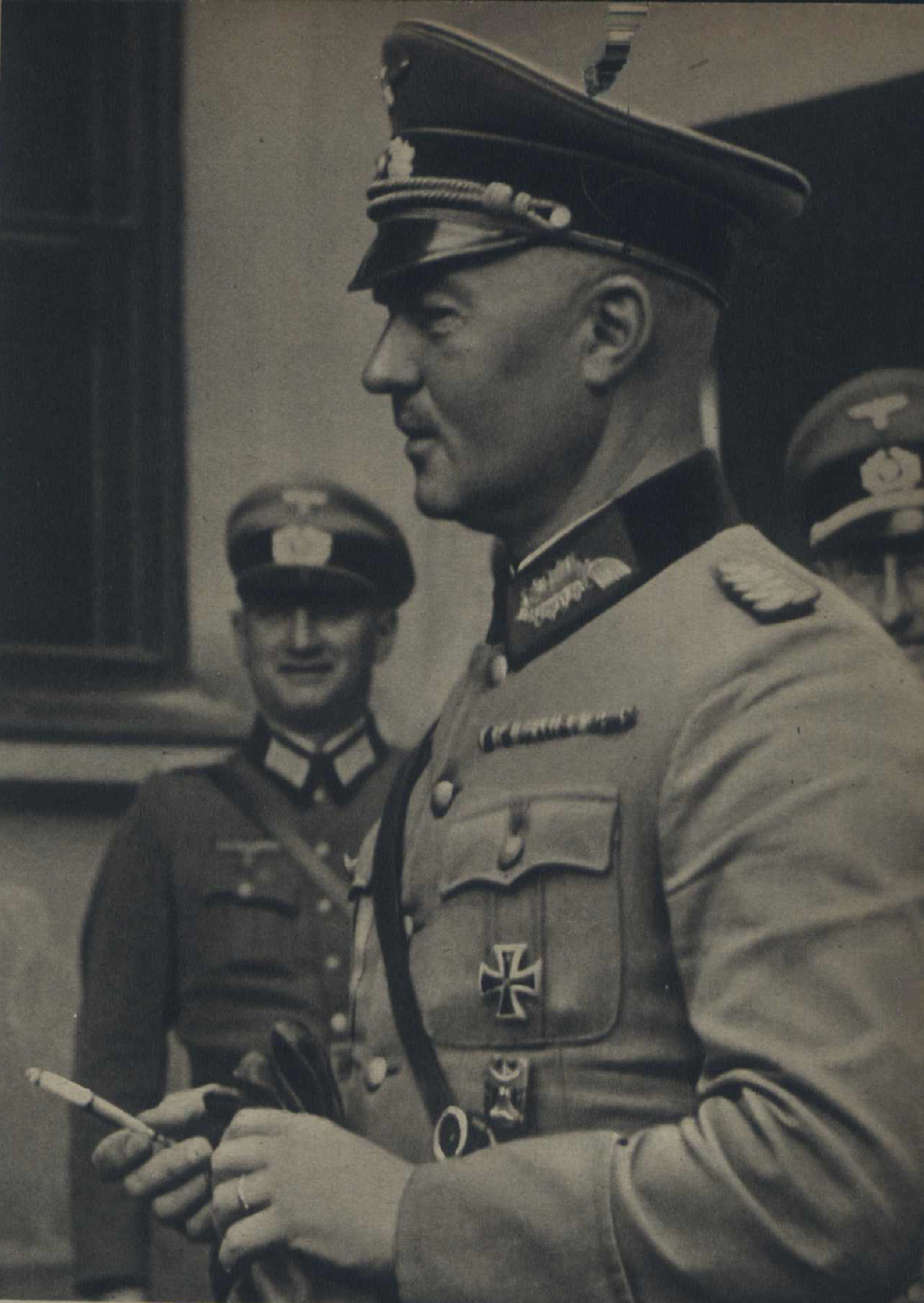
Генерал-майор Енгельбрехт (Словаччина, 1939).

З 26 серпня 1939 року — командир 30-ї прикордонної ділянки, з 1 листопада 1939 року — запасних частин 2, з 18 листопада 1939 року — 163-ї піхотної дивізії. Учасник Норвезької кампанії та Німецько-радянської війни. З 15 червня 1942 року — командир 33-го командування особливого призначення (з 23 січня 1943 року — 33-го армійського корпусу). 25 грудня 1943 року відправлений в командний резерв ОКГ. З 13 вересня 1944 року — командир командування особливого призначення «Саарпфальц». 9 травня 1945 року взятий в полон американськими військами. В 1947 році звільнений.
Енгельбрехт став головою Баварської регіональної асоціації Центральної асоціації вигнанців (ZvD), організації-засновника Союзу вигнанців (BdV), і був одним із підписантів Хартії німецьких вигнанців у 1950 році. У 1949 році він був членом Асоціації економічного розвитку на перших Федеральних зборах, які обрали Теодора Гойса федеральним президентом.

## Звання
- Фанен-юнкер (5 лютого 1910)
- Фанен-юнкер-унтерофіцер (17 червня 1910)
- Фенріх (16 листопада 1910)
- Лейтенант (18 серпня 1911)
- Оберлейтенант (20 серпня 1915)
- Гауптман (18 серпня 1918)
- Майор (1 листопада 1930)
- Оберстлейтенант (1 травня 1933)
- Оберст (1 травня 1935)
- Генерал-майор (1 січня 1939)
- Генерал-лейтенант (1 листопада 1940)
- Генерал артилерії (1 вересня 1942)

## Нагороди
- Залізний хрест
  - 2-го класу (6 жовтня 1914)
  - 1-го класу (31 травня 1917)
- Хрест «За вірну службу» (Шаумбург-Ліппе) (10 травня 1918)
- Королівський орден дому Гогенцоллернів, лицарський хрест з мечами (24 червня 1918)
- Хрест «За військові заслуги» (Ліппе) (2 липня 1918)
- Сілезький Орел 2-го і 1-го ступеня
- Почесний хрест ветерана війни з мечами (18 січня 1935)
- Медаль «За вислугу років у Вермахті» 4-го, 3-го, 2-го і 1-го класу (25 років)
- Застібка до Залізного хреста
  - 2-го класу (жовтень 1939)
  - 1-го класу (квітень 1940)
- Лицарський хрест Залізного хреста (9 травня 1940)
- Орден Хреста Свободи 1-го класу з мечами (Фінляндія; 21 вересня 1941)
- Медаль «За зимову кампанію на Сході 1941/42» (13 липня 1942)